# Фернандес, Лоренсо
Лоренсо Фернандес (20 мая 1900, Монтевидео — 16 ноября 1973, Монтевидео) — уругвайский футболист, полузащитник. Игрок сборной Уругвая. Олимпийский чемпион 1928 года, чемпион мира 1930 года, Чемпион Южной Америки 1926 и 1935 года.

## Биография
На победном чемпионате мира в 1930 году Лоренсо Фернандес провёл все 4 матча в составе сборной своей страны.
Выступал за уругвайские футбольные клубы «Капурро», «Монтевидео Уондерерс», «Пеньяроль», ФК «Ривер Плейт» (Монтевидео).
По окончании карьеры футболиста работал тренером, в 1941—1942 годах возглавлял «Пеньяроль».

## Титулы
- Чемпион Уругвая (5): 1923 (ФУФ), 1928, 1929, 1932, 1935
- Чемпион мира (1): 1930
- Олимпийский чемпион (1): 1928
- Чемпион Южной Америки (2): 1926, 1935
- Кубок Липтона (2): 1927, 1929
- Кубок Ньютона (2): 1929, 1930